# Davis County, Iowa
Davis County är ett administrativt område i delstaten Iowa, USA, med 8 753 invånare. Den administrativa huvudorten (county seat) är Bloomfield.

## Geografi
Enligt United States Census Bureau har countyt en total area på 1 308 km². 1 303 km² av den arean är land och 4 km² är vatten.

### Angränsande countyn
- Wapello County - nord
- Monroe County - nordväst
- Van Buren County - öst
- Jefferson County - nordost
- Scotland County, Missouri - sydost
- Schuyler County, Missouri - sydväst
- Appanoose County - väst

### Orter
- Bloomfield (huvudort)
- Drakesville
- Floris
- Pulaski